# Култура
Култура се односи на целокупно друштвено наслеђе неке групе људи, то јест на научене обрасце мишљења, осећања и деловања неке групе, заједнице или друштва, као и на изразе тих образаца у материјалним објектима. Реч култура долази из латинског colere, што је значило: настањивати, узгајати, штитити, поштовати. За културу постоје и друге дефиниције које одражавају разне теорије за разумевање и критеријуми за вредновање људске делатности. Антрополози културу сматрају дефинишућим обележјем рода Хомо.
Парафразирано мишљење Малроа (André Malraux), на најједноставнији и зато врло разумљив начин о култури каже како мозак и интелигенција, ма како значили највиши облик те врсте баш код човека, нису ти по којима коначно разликујемо квалитет звани човек од осталог квалитета. Он каже да је култура та којом се човек дефинитивно одвојио и настао. Култура је настанак и нарастање свег богатства око, и са човеком, а најважније, самог човека. Култура је процес. Она је целовита еволуција од необрађеног камена, дрвета или кости којима рани човек погађа оне који су од њега бржи, од ватре, од прве изнуђене норме којом искорачује из односа промискуитета и дивљаштва, од тотема и анимизама, од палеолитске уметности у Алтамири, примитивног човека, од облутка и облице, ка точку, ка уређенијим друштвеним, па државним и политичким односима, ка монотеистичким религијама, ка уметности 21. века, ка софистицираним знањима и направама које препознајемо у аутомобилима, авионима, ракетама, компјутерима, нуклеарним постројењима, нано технологијама, генетском инжењерингу и информативним технологијама.

## Етимологија
Модерни термин „култура“ је базиран на термину који је користио антички римски оратор Цицерон у свом Tusculanae Disputationes, где је писао о култивацији душе или „cultura animi“, користећи једну пољопривредну метафору за развој филозофске душе, телеолошки схваћену као највиши могући идеал људског развића. Самјуел фон Пуфендорф је преузео његову метафору у модерном контексту, дајући јој слично значење, али без претпоставке да је филозофија човеков израз природног савршенства. Његова употреба, као и многих аутора након њега, „се односи на све начине на које људска створења превазилазе њихов оригинални варваризам, и путем умећа, постају потпуно хумани.“
По речима антрополога E.B. Тајлора, култура је „та комплексна целина која обухвата знање, веровање, уметност, морал, право, обичаје и све друге способности и навике које је човек стекао као члан друштва.“ Алтернативно, у савременој варијанти, „Култура се дефинише као друштвени домен који ставља акценат на праксу, дискорсе и материјалне изразе, који, током времена, заједнички изражавају континуитете и дисконтинуитете социјалног смисла живота.“
Кембриџски енглески речник наводи да је култура „начин живота, посебно општи обичаји и веровања, одређене групе људи у датом времену.“ Теорија управљања страхом од смрти наводи да је култура низ активности и гледишта која пружају људима основу за сагледавање себе самих као „лица с вредношћу у свету с значењем“ — чиме издижу себе изнад чисто физичких аспеката постојања, чиме се оспорава пука животињска безначајност и смрт које је Homo sapiens постао свестан с развојем мозга.

## Дефинисање културе
Многи људи данас користе схватање „културе“ које се развило у Европи током 18. и раног 19. века. То схватање културе одражавало је неједнакост унутар европских друштава и међу европским силама и њиховим колонијама широм света. Оно изједначује „културу“ с „цивилизацијом“ и супротставља обоје „природи“. Према том мишљењу неке су земље цивилизованије од других као што су и неки људи културнији од других. Стога су неки културни теоретичари заправо покушали избацити популарну или масовну културу из дефиниције културе.
Култура се у пракси односи на елитна добра и активности као што су висока мода или музејска уметност и класична музика, те реч културан означава људе који знају о тим активностима и суделују у њима. На пример, неко ко користи 'културу' у смислу 'култивације' може уверавати да је класична музика отменија од музике радне класе као што су панк, турбо фолк или домородачка музичка традиција аустралијских Абориџина.
Људи који користе „културу“ на тај начин пазе да је не користе у множини. Они верују да не постоје посебне културе, свака са својим властитим вредностима и логиком, него радије користе само један стандард рафинације којим се све групе могу објаснити. Стога су они људи који имају различите обичаје схваћени као „некултурни“ због „њихове различите културе“. Људи с недостатком „културе“ често се чине „природнијима“, па посматрачи често критикују елементе високе културе због потискивања "људске природе".
Неке социјалне критике од 18. века па надаље прихватају тај контраст између културних и некултурних, али наглашавају да су рафинираност и разрађеност кварење, а неприродни развој онај који закрива и изобличује људску суштинску природу. На рачун тога, народна музика људи из радне класе је искрено изражавање природног начина живота, док је класична музика површна и декадентна. Једнако, људи који нису са Запада често се виде као 'племенити дивљаци' који живе аутентичним неокаљаним животима који још увек нису сложени и искварени високо раслојеним капиталистичким системом Запада.
Данас многи друштвени научници одбацују монадно схватање културе те супротност културе и природе. Они признају да су неелитне културе једнако културне као елитне (и да су људи који нису са Запада једнако цивилизовани) – они су само културни на различит начин. Зато, социјални посматрачи контрастирају „високу“ културу елите с "популарном“ или поп културом, која означује добра и активности намењених за производњу и потрошњу неелитних људи или маса. Обе се културе, висока и ниска, могу видети и као поткултуре.

## Култура као „светски појам"
Током романтизма у Немачкој су научници, посебно они заокупљени национализмом (тежња за уједињењем Немачке и борба потлачених народа у Аустро-угарској Монархији), развили обухватнији појам културе као „светски гледане“. Тај начин размишљања, различит и неупоредив поглед на свет, обележје је сваке етничке групе. Иако обухватније од ранијих гледишта, тај приступ још увек је допуштао разлике међу „цивилизованим“ и „примитивним“ или „племенским“ културама.
До касних година 19. века антрополози су прихватили и прилагодили термин култура на ширу дефиницију коју су могли применити на широку разноликост друштава. Опрезни према теорији еволуције, претпоставили су да су се сва људска бића развила једнако и да чињеница да сви људи имају културу мора произилазити на неки начин из човекове еволуције. Они су такође исказали несклоност употребе биолошке еволуције за објашњавање разлика између специфичних култура—приступ који је уједно био и легитимни облик расизма. Они су веровали да ће биолошка еволуција произвести најобухватнији појам културе, схватање које су антрополози могли применити једнако на друштва с писмом и без њега или на номадска и на седентарна друштва. Доказивали су да су кроз смер своје еволуције људска бића развила универзалну људску способност за одређивање искустава, те за кодирање и комуницирање њима путем симбола. Када су ти системи симбола били научени људи су се почели развијати независно о биолошкој еволуцији (другим речима, једно људско биће може се научити веровању, вредностима или начину стварања нечега, иако два човека нису биолошки у сродству). Старији аргументи о природи против одгоја оспоравају да је та способност за симболичко размишљање и социјално учење производ људске еволуције.
Људи који живе одвојени један од другога развијају јединствене културе, али елементи различитих култура могу се лако ширити из једне групе људи на другу. Култура је динамична и може бити научена, стварајући је потенцијално брзим обликом адаптације на промену физичких услова. Антрополози гледају културу не само као производ биолошке еволуције него као њен додатак, као главна средства људске прилагодбе на свет.
То гледање културе као система симбола с прилагођеним функцијама који је различит од места до места, водило је антропологе да схватају различите културе као дефинисане различитим обрасцима. Те обрасце чине дуготрајан, произвољан и договорен скуп значења који су узели конкретан облик у митовима и ритуалима, оруђу, дизајнирању стамбеног простора и планирању насеља. Антрополози стога разликују материјалну културу од симболичке (нематеријалне, духовне) културе, не само јер свака одражава различите врсте људске делатности, него такође јер сачињавају различите врсте података који траже различите методологије.
Такво гледиште културе постало је доминантним између Првог и Другог светског рата, а укључивало је да је свака култура везана и мора бити схваћена као целина, на својим властитим терминима. Резултат тога било је стварање културног релативизма, тј. посматрања неке културе са стајалишта те културе. Такав приступ култури не пита је ли нека одлика морална или не, него какву улогу има у животу тога друштва.
Упркос томе, схватање да је култура кодирана симболима и стога може бити научена с једне особе на другу одређује да се култура, иако ограничена, мења. Културна промена може бити резултат открића и изума, али такође може бити резултат додира између двеју култура. Под мирољубивим условима додир између двеју култура може водити људе да „посуде“ (заправо, науче) једни од других (дифузија (антропологија) или транскултурација). Под условима насиља и политичке неједнакости, људи једнога друштва ипак могу „украсти“ културне творевине од других, или наметнути културне творевине другима (акултурација). Теорија дифузије иновација представља истраживачки утемељен модел за одређивање како, када и зашто људи прихваћају нове идеје.
Сва људска друштва била су уплетена у процесе дифузије, транскултурације и акултурације, те мало антрополога данас виде културу као ограничену. Ти антрополози показују да уместо разумевања културних творевина у терминима њене властите културе, мора бити схваћено у терминима шире историје укључујући и додире и односе с другим културама.
Поред горе споменутих процеса још од Колумба свет је био на широкој основи обележен миграцијама, укључујући колонијалну експанзију и присилну миграцију кроз ропство. Резултат тога су многа културно хетерогена друштва. Неки антрополози су доказивали да су хетерогена друштва ипак ограничена некаквим јединственим културним системом и да хетерогени елементи се боље схватају посматрајући их као поткултуре. Други су доказивали да не постоји јединствени или координирајући културни систем и да се хетерогени елементи морају схватити заједно у облику мултикултуралног друштва. Мултикултурализам се подударао с препородом политичког идентитета који укључује захтеве за препознавањем културних јединствености социјалних подгрупа.
Социобиолози доказивали су да се многи аспекти културе могу најбоље схватити кроз концепцију мема које је први увео Ричард Докинс у својој књизи The Selfish Gene из 1976. године. Идеја говори о постојању јединица културе или мемима који су јако сличили генима у биологији еволуције. Иако је то стајалиште задобило неку популарну вредност, антрополози га одбацују.

## Компоненте културе
Други уобичајен начин разумевања културе је посматрање културе коју чине њене компоненте: симболи, језик, вредности, норме, и ритуали.
Вредности су апстрактне идеје о томе што је добро, исправно и пожељно. Оне су основа за друштвене норме. Норме су, дакле, друштвена правила или упуте што одређују прикладно понашање у одређеним ситуацијама. Деле се према оштрини санкција које изазива њихово кршење, а проводи их друштво. Тако најблаже санкције изазива кршење народних норми (неруковање приликом поздрављања, непокривање уста приликом зевања итд.), док кршење обичаја норми и закона изазива највеће санкције.
Правило је да се археолози фокусирају на материјалну културу, а културни антрополози на симболичку културу, иако на крају обе групе задржавају занимање за односе између тих двеју димензија. Надаље, антрополози схватају „културу“ за означавање не само потрошња добара, него на опште процесе који производе таква добра и даје им значење, на социјалне односе и поступак у којима такви објекти и процеси постају уграђени.

## Култура као образац производа и делатности
У раним годинама 20. века антрополози су схватали културу не за означавање скупа посебних производа и делатности (било материјалних било симболичких) него радије за подцртавање образаца истих. Надаље, они су претпоставили да су такви обрасци имали јасне границе (стога неки људи мешају „културу“ с друштвом које има посебну културу).
У случају мањих друштава у којима се људи једва разврставају у категорије доби, пола, кућанства и етничког порекла, антрополози су веровали да људи више-мање деле исти скуп вредности и конвенција. У случају већих друштава у којима људи пролазе даље категоризације по регији, раси, етницитету и класи, антрополози су почели веровати да су чланови истог друштва често имали високо контрастне вредности и конвенције. Они су зато користили термин поткултуре за означавање културних делова већих друштава. Док поткултуре одражавају положај сегмента друштва насупрот другим сегментима и друштва у целини, они често откривају процесе доминације и отпора.

## Културна промена
Културе су једнако предодређене за промену као и за отпор према њој. Отпор може доћи из навике, религије, те интеграције и међунезависности о културним одликама. На примјер, мушкарци и жене имају комплементарне улоге у многим културама. Један пол може желети промену која ће утицати на други, као што се догодило у западним културама у другој половини 20. века.
Културолошка промена може бити узрокована околином, иновацијама и другим унутрашњим утицајима, те додиривањем с другим културама. На пример, крај задњег леденог доба довео је до открића пољопривреде.
Нека открића која су утицала на западну културу у 20. веку укључивали су пилулу за контролу рађања, телевизију и интернет. Пилула је помогла породицама да имају много новаца и женама да имају већу слободу. Телевизија није само донела сличне визуелне програме у многе домове, него је такође утицала како и када ће чланови породице бити у међусобној интеракцији.
Додир између култура може резултовати дифузијом, или на широј основи, акултурацијом.
Дифузија је процес у којем се нове идеје, понашања, технологије и веровања преносе с особе на особу, с групе на групу или с друштва на друштво. Хамбургери, када су увезени у Кину из САД чинили су се егзотичнима. „Дифузија потицаја“ односи се на елемент једне културе који води иновацији у другој култури. Теорија дифузије иновација представља истраживачки утемељен модел за одређивање зашто и када људи прихватају нове идеје, поступке и производе.
Када нека група у додиру с другом губи своје изворне културне одлике и преузима туђе, говоримо о акултурацији. Она се највише одвијала приликом процеса колонизације нарочито међу домородачким племенима, нпр. Индијанци и Абориџини.
Сродни процеси су асимилација и транскултурација, тј. прихваћање другачије културе од појединца.

## Културна истраживања
Културна истраживања су се развила у касним годинама 20. века, делом кроз поновно увођење марксистичког мишљења у социологију и делом кроз артикулацију социологије и осталих академских дисциплина као што је књижевна критика, првенствено ради анализе поткултура у капиталистичким друштвима. Следећи неантрополошку традицију, културна се истраживања углавном концентришу на проучавање потрошње добара (као што су мода, уметност и књижевност). Због разликовање „високе“ и „ниске“ културе током 18. и 19. века које се чинило неодговарајућим за приписивање масовној производњи и масовној тржишној потрошњи добара које културна истраживања анализирају, ти научници радије користе термин „популарна култура“.
Данас су се неки антрополози придружили пројекту културних истраживања. Већина ипак одбацује појам културе као ограничене, и сходно томе одбацују појам поткултуре. Уместо тога они виде културу као сложену мрежу промењивих образаца који повезују људе у различитим ситуацијама и друштвене формације различитих основа. Према томе гледишту било која група може изградити свој властити културни идентитет.

## Списак култура

### Културе савремених земаља
- Албанија
- Ангола
- Аустралија
- Белгија
- Србија
- Бразил
- Бутан
- Чиле
- Данска
- Египат
- Финска
- Француска
- Гибралтар
- Грчка
- Грузија
- Хрватска

- Индија
- Индонезија
- Италија
- Израел
- Јапан
- Јужна Африка
- Канада
  - Квибек
- Кина
  - Хонгконг
- Кореја
  - Јужна Кореја
  - Северна Кореја
- Македонија
- Мексико

- Холандија
- Нови Зеланд
  - Маорска култура
- Перу
- Португал
- Сједињене Америчке Државе
- Шпанија
- Шведска
- Швајцарска
- Црна Гора
- Уједињено Краљевство
  - Енглеска
  - Северна Ирска
  - Шкотска
  - Велс

### Остале савремене културе
- Есперанто култура
- Култура глувих
- Култура хакера
- Култура радне класе
- Андерграунг култура

### Историјске културе
- Асирско-вавилонска култура
- Култура долине Инда
- Латенска култура - из железног доба у деловима Европе
- Натуфијска култура - на Медитерану пре више од 10.000 година
- Паидеиа - Класична грчка култура
- Романитас - Култура царског Рима
- Вајмарска култура
- Западна култура